# Дзержинск (Наровлянский район)
Дзержинск (бел. Дзяржынск; до 20 апреля 1939 года — Святоцк) — деревня в Кировском сельсовете Наровлянского района Гомельской области Беларуси.

## География

### Расположение
В 45 км на юго-запад от Наровли, 40 км от железнодорожной станции Ельск (на линии Калинковичи — Овруч), 223 км от Гомеля.

### Гидрография
На реке Ханя (приток реки Желонь (Мухоедовский канал)).

## Транспортная сеть
Транспортные связи по просёлочной, а затем автодороге Киров — Наровля. Планировка состоит из длинной, почти прямолинейной улицы, ориентированной с юго-запада на северо-восток и застроенной двусторонне деревянными домами усадебного типа.

## История
По письменным источникам известна с начала XX века, когда тут начинали размещаться переселенцы из соседних деревень. Наиболее активная застройка приходится на 1920-е годы. В 1930 году организован колхоз. Во время Великой Отечественной войны в августе 1943 года немецкие оккупанты полностью сожгли деревню и убили 3 жителей. 22 жителя погибли на фронтах, память о них увековечивает обелиск, установленный в 1967 году в центре деревни. 23 жителя погибли на фронте. Была центром совхоза «Дзержинский». Располагались 9-летняя школа, Дом культуры, библиотека, фельдшерско-акушерский пункт, швейная мастерская, магазин, отделение связи.
С декабря 1986 года до 31 октября 2006 года центр Красновского сельсовета, с 31 октября 2006 года в Кировском сельсовете.

## Население

### Численность
- 2004 год — 39 хозяйств, 89 жителей.

### Динамика
- 1940 год — 49 дворов, 202 жителя.
- 1959 год — 275 жителей (согласно переписи).
- 2004 год — 39 хозяйств, 89 жителей.